# Сестренцевич

Герб Сестренцевич

Герб Оранських

Сестренцевич (Сeстрeнeць) — польський шляхетський герб, за К. Нєсецьким і Ю. Островським, варіант герба Стшала.

## Опис герба
Юліуш Кароль Островський описує герб так:
У червоному полі срібна стріла, пряма вгору без пера, розірвана на якорі внизу, перехрещена з мечем, кінцем праворуч. Три страусиних пера в шоломі. Червоні намети, оббиті сріблом.
Існувала варіація гербу, яку називали Оранські:
У червоному полі срібна стріла спрямована вгору без оперення, внизу розірвана на якір. Три страусиних пера в шоломі. Червоні намети, оббиті сріблом.

## Гербові роди
Вісім гербових родів:
Богуш (Богуш-Сестренцевич), Кучук, Норуцький, Сестренцевич (Сестринцевич-Богуш), Шимкевич, Занькович, Зінкевич, Зенкович.
Северин Уруський додає сюди ще й рід Дохторович (або Докторович).
Оранські — герб роду Войнів-Оранських литовсько-руського походження (або Оранських).

### Відомі представники гербу
- Кучук - придворний Владислава Ягелла.
- Станіслав Богуш Сестренцевич - перший архієпископ Могильовський з 1783 р. та митрополит усіх римо-католицьких церков Російської імперії з 1798 р., (пом. 1826 р.).
- Болеслав Богуш-Сестренцевич -  кальвініст, полковник російської артилерії, бригадний генерал Війська Польського, пом. 1940 р.
- Станіслав Богуш-Сестренцевич (1869-1927 рр.) - художник, рисувальник, ілюстратор книг і журналів, співзасновник літературного кабаре «Ach», що діяло у Вільнюсі в 1908-14 рр., викладач факультету образотворчого мистецтва Університету Стефана Баторія у Вільнюсі.
- Стефан Богуш-Сестренцевич (1872-1940) - Вільнюський архітектор і аквареліст.